# NK Vrsar
NK Vrsar je nogometni klub iz Vrsara.
Trenutačno se natječe se u 1. ŽNL Istarskoj.
Vrsar je 2000-ih dok se natjecao u 3. HNL vodio pulski stručnjak Dragan Simeunović.